# Rue Jouvenet
La rue Jouvenet est une voie du 16e arrondissement de Paris, en France.

## Situation et accès

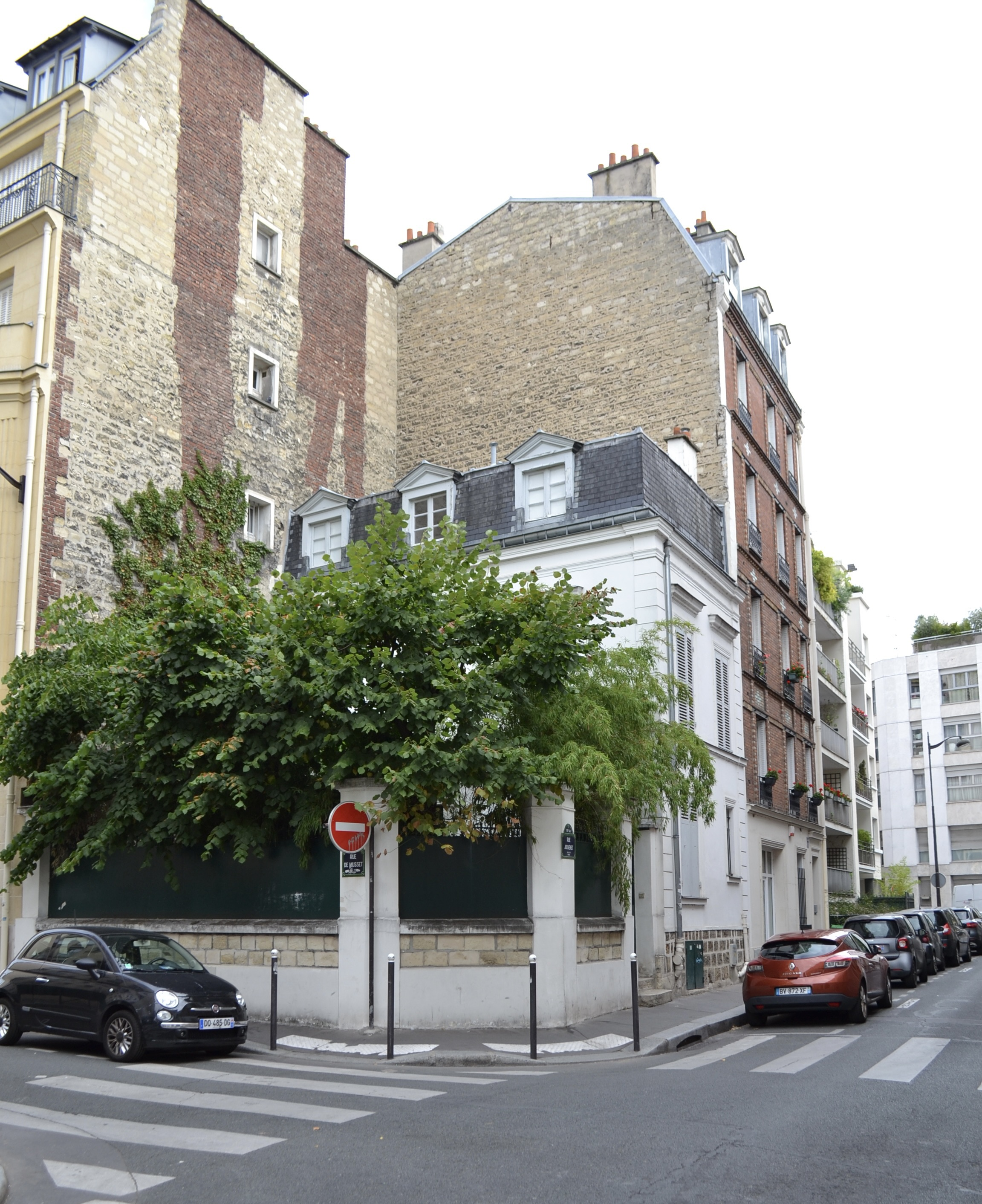
Croisement avec la rue de Musset.

La rue Jouvenet est une voie située dans le 16e arrondissement de Paris. Elle débute au 150-152, avenue de Versailles et se termine 51, rue Boileau.
Le quartier est desservi par la ligne de métro 9 à la station Exelmans et par la ligne 10 à la station Chardon-Lagache.

## Origine du nom
Elle est nommée en l'honneur du peintre décorateur et dessinateur français Jean Jouvenet (1644-1717).

## Historique
Cette voie de l'ancienne commune d'Auteuil est mentionnée en 1808. L'historien de Paris Jacques Hillairet la décrit comme étant à l'époque un « chemin étroit et sinueux ».
Elle est indiquée sur le cadastre de 1823 sous le nom de « rue de la Réunion », en raison de son voisinage avec la villa de la Réunion, disparue en 1899,.
Classée dans la voirie parisienne par un décret du 23 mai 1863, elle prend sa dénomination actuelle par un décret du 24 août 1864.

## Bâtiments remarquables et lieux de mémoire
- Au no 26 bis, au croisement avec la rue Chardon-Lagache, commence la villa Molitor.
- Mireille Montangerand (1914-2003), artiste peintre, vécut au no 26 bis.
- Square Jouvenet, impasse.